# Černá za Bory
Černá za Bory je vesnice, část krajského města Pardubice, která se nachází při jihovýchodním okraji města mezi řekou Chrudimkou a železniční tratí Praha – Česká Třebová. V roce 2009 zde bylo evidováno 229 adres. V roce 2001 zde trvale žilo 968 obyvatel.
Černá za Bory je také název katastrálního území o rozloze 2,08 km2. V katastrálním území Černá za Bory leží i Žižín.
Prochází tudy silnice II/322, silnice II/355 a železniční trať Kolín – Česká Třebová, na které je zřízena železniční zastávka Pardubice-Černá za Bory.